# ساندي ديني

## ساندى دينى
ساندى دينى الاسم بالكامل إليكساندرا إلين ماكلين دينى (ميرتون 6 يناير1947 - ويمبلدن 21 إبريل 1978) المغنية البريطانية الشعبية المعروفه بسمة صوتية رنانه التي تنتج عن الصبغ الحزين الذكريات وجلب أطياف الماضى وتعتبر بذلك من بين أكثر ممثلى هذا النوع «...أهم مغنية روك بريطانيه شعبية» وفقا للصحفى وعالم الموسيقى ريتشى يونتيربرجر.
أصبحت ساندى المغنية الرئيسيه لفرقه فيربورت كونفينشن في عام 1968، وتعد صانعة الاندماج الأول بين الفلكلور التقليدى الانجليزى. من تلك التجربة ظهر أصل تيار الروك الشعبي البريطانى بكامله.
حظيت بالاحترام الكبير الذي أدى إلى بحث العديد من الفنانين عنها للتعاون معها: وذكر خصيصا الدويتو الموسيقى الذي كانت بطلته مع روبرت بلانت في أغنية معركة الأبد ضمن ألبوم ليد زيبلين الرابع، وبعد ذلك ظهرت للتاريخ كالاغنيه الوحيدة التي غنت فيها بجانب روبرت بلانت في ألبوم ليد زيبلين بأكلمه.
كما هو الحال مع فنانين آخرين، زادت شهرة ساندي ديني بصورة ملفتة بعد وفاتها وحتى ولادة حب شديد وحقيقى بين محبى هذا النوع وذلك من خلال إصدار سلسلة واسعة من الإصدارات الفنية، من منتصف الثمانينات، أسهم في زياده ما لحق بها من أعمال.
ومنذ عام 1998، أصدرت مجموعة متنوعة وناجحة لعائله هيميروكاليديسى تحمل اسمها.

## الطفولة والنشأة الموسيقية
اقتربت من الموسيقى الشعبية في سن مبكرة بفضل تشجيع الجدة، من أصل اسكتلندي، مغنية الاغانى التقليدية البريطانية. بدأت في دراسة الإيتار والبيانو، على الرغم من اعتراضات الاسرة الشديدة، وإلتحقت بجوقة مدرستها حيث سرعان ما اكتشفت الإمكانيات الهائلة لصوتها الرائع والملفت. في مرحلة المراهقة، إلتحقت ساندي بدورة الولادة والنساء في مستشفى رويال برومبتون، ولكن دون التوقف عن حرث ميلها الطبيعي نحو الموسيقى: فمن خلال هذه الفترة بدأت في ارتياد الأندية الشعبية بلندن مثل ليه كوزين، البينجيز وكوتس هووس مندمجين بذلك في النسيج الموسيقي لتلك الحقبة محدثين ضجه كبرى.
في النصف الأول من الستينات، بعد أن شهدت ازدياد الجماعات البريطانية بشكل صارم مثل البيتلز، رولينج ستونز، الحيوانات ومنظمة الصحة العالمية، نشأت في طياتها اتجاه رئيسيا آخر من المطربين الشعبيين الأمريكيين، كالتي يقودها بوب ديلان. ولم تملك القارة العجوز كانت مناعه من ذلك، لأن عددها ازداد تدريجيا إلى 68، تولى هؤلاء الشعراء مسؤولية نشر رسالة الاحتجاج والموسيقى الشعبية أصبحت وسائل هامه بلا منازع في رفع راية السلام، الحب والتضامن إلى جمعت فورا مليون شخص.
في إنجلترا، انتشرت الأندية الشعبية المختلفة بسرعة، وكتاب الأغاني مثل جوان بايز، جوني ميتشل، كروسبي، ستيلز وناش، وديلان نفسه وأصبحت العناصر الأساسية التي تطورت بها الاغانى الشعبية الناشئة في القارة القديمة التي قد وساعدتهم في تكوين تاريخهم.

### الظهور الاذاعى الأول
ترك هؤلاء الفنانون بصمة فنية، عدد التسجيلات الأولى لساندي ديني فقط تسعة عشر، وجميعهم معروفين: أول ظهور رسمي للمغنية يعود إلى عام 1966، عندما شاركت في بعض الدورات الإذاعية لهيئة الإذاعة البريطانية في برنامج الاغانى الشعبية سونج سيلر. كان التسجيل الاذاعى الأول والفعلى العام التالي: ولكن في الدورتين التي جرت يوم 22 مارس و26 إبريل 1967 سجلت ساندي عدة مقاطع موسيقية لشركه ساغا للصوتيات والتي صدرت في نهاية المطاف بعض إصدارتها،
في البداية من قبل فنانين آخرين: ثلاثة مسارات مسجلة في الدورة الأولى ضمت لاورا بيرجوليتزى، أليكس كامبل واصدقائه وستة آخرين سجلت في الدورة الثانية ونشرت على حساب ساندي وجوني جوني سيلفيو. بعد الوصول إلى أمجادالشهرة الدولية، فإن المسارات أعيدت عدة مرات وبطريقة غير منظمة باسم المغني (انظر على سبيل المثال الأصل ساندي ديني، مونكريست ب & س، 1978) حتى تجد مكان نهائي ومن أهم هذه المختارات «أين يذهب الوقت» - «في السنوات المبكرة» (إصدار شركه كاستل للصوتيات، 2005).

## مسيرة حياتها
1.3 الانضمام إلى فيربورت كونفينشن ونشأه الروك الشعبي
1.3.1 المعاناة المؤلمة للييج & وليف
1.3.2 ترك فيربورت كونفينشن
1.4 تكوين فروثينجاى
1.5 العزف المنفرد وبالتعاون مع ليد زيبلين
1.5.1 نجم الشمال جريس مان ورافينس
1.5.2 ساندي
1.5.3 فشل مشروع بانش والإخفاق الأول
1.5.4 مثل الفالس قديم الطراز والتخلي عن اللون الشعبي
1.5.5 الزواج وبداية الازمه الشخصية
1.6 الاجتماع الوجيز مع فيربورت كونفينشن
1.7 العودة للغناء المنفرد مع رانديفو
1.8 الانفصال عن زوجها والوفاة
2 .التراث الموسيقي
3. الألبومات
3.1 مع مجموعات أخرى أو فنانين
3.2 كعازفه منفرد
3.3 الفردي
3.4 الموسيقى التصويرية
3.5 الإصدارات الموسيقية بعد وفاتها
4 الأرصدة

## وصلات خارجية
- ساندي ديني على موقع ميوزك برينز (الإنجليزية)
- ساندي ديني على موقع أول ميوزيك (الإنجليزية)
- ساندي ديني على موقع ديسكوغز (الإنجليزية)

- Official Facebook page
- Official website
- A Homage to Sandy Denny
- Dedicated to the memory of Sandy Denny
- Sandy Denny website